# Ламиины
Усачи--ламиины (лат. Lamiinae) — подсемейство усачей, включающее более 21 000 видов.

## Описание
Жуки различных размеров с удлинённым или коренастым телом. Ротовые органы направлены вниз. Усики отходят от головы на лбу между глазами. Мандибулы острые без бахромы волосков. Ноги короткие. Третий членик лапки расширен, скрывая уменьшенный четвёртый членик. Коготки лапок раздвоены. Средняя присоска (эмподий) отсутствует.

## Систематика
Это самое большое подсемейство, с более чем 21 000 видов и 2964 родов и около 80 триб. К этому подсемейству относятся мирмекоморфный усач Arachnogyaritus celestini (Gyaritini), напоминающий муравьёв Polyrhachis, и яйцеживородящий вид Borneostyrax cristatus.

### Трибы
- Acanthocinini
- Acanthoderini
- Acmocerini
- Acridocephalini
- Acrocinini
- Aderpasini
- Aerenicini
- Agapanthiini
- Amphoecini
- Ancitini
- Ancylonotini
- Anisocerini
- Apodasyini
- Apomecynini
- Astathini
- Batocerini
- Calliini
- Ceroplesini
- Cloniocerini
- Colobotheini
- Compsosomatini
- Crossotini
- Cyrtinini
- Desmiphorini
- Dorcadionini
- Dorcaschematini
- Elytracanthinini
- Enicodini
- Eupromerini
- Forsteriini
- Gnomini
- Gyaritini
- Heliolini
- Hemilophini
- Homonoeini
- Hyborhabdini
- Lamiini
- Laticraniini
- Mauesiini
- Megabasini
- Mesosini
- Microcymaturini
- Moneilemini
- Monochamini
- Morimonellini
- Morimopsini
- Nyctimeniini
- Obereini
- Oculariini
- Onciderini
- Oncideropsidini
- Onocephalini
- Onychogleneini
- Parmenini
- Petrognathini
- Phacellini
- Phantasini
- Phrynetini
- Phymasternini
- Phytoeciini
- Pogonocherini
- Polyrhaphidini
- Pretiliini
- Proctocerini
- Prosopocerini
- Pteropliini
- Rhodopinini
- Saperdini
- Stenobiini
- Sternotomini
- Tapeinini
- Tetraopini
- Tetraulaxini
- Theocridini
- Tmesisternini
- Tragocephalini
- Xenicotelini
- Xenofreini
- Xenoleini
- Xylorhizini
- Zygocerini